# Blievenstorf
Blievenstorf is een gemeente in de Duitse deelstaat Mecklenburg-Voor-Pommeren, en maakt deel uit van het Landkreis Ludwigslust-Parchim.
Blievenstorf telt 432 inwoners.